# Aleandro Rosi
Aleandro Rosi (* 17. Mai 1987 in Rom) ist ein italienischer Fußballspieler. Seine bevorzugte Position sind beide Flügel im Mittelfeld, auf denen auch sein Vorbild Cristiano Ronaldo spielt.

## Karriere
Nachdem der junge Römer, der im Alter von zwölf Jahren von Lazio Rom zur Roma wechselte, am letzten Spieltag der Saison 2004/05 sein Debüt gegeben hatte, kam er in der Saison 2005/06 auf 17 Ligaeinsätze, wobei er zwölf Ein- und vier Auswechslungen vier Gelbe Karten sah.
In der Saison 2006/07 konnte Aleandro Rosi am 18. Oktober 2006 sein Champions League Debüt für die Roma gegen Olympiakos Piräus geben. Kurz nach seiner Einwechslung bereitete er den 1:0-Siegtreffer durch Simone Perrotta vor. Mittlerweile kommt er auf vier Einwechslungen in der Königsklasse.
Am 24. September 2006 erzielte er beim 4:0-Sieg gegen den FC Parma sein erstes Profitor. Nachdem er in der Saison 2007/08 leihweise für Chievo Verona und in der Saison 2008/09 leihweise für die AS Livorno gespielt hatte, verließ er Rom 2009 und wechselte zur AC Siena. Im Sommer 2010 kehrte er erneut zum AS Rom zurück.
Am 7. August 2012 einigte man sich auf eine Vertragsauflösung. Rosi wechselte anschließend zum FC Parma.
Nach eineinhalb Jahren in Parma sowie einer kurzen Leihe zur US Sassuolo Calcio wechselte Rosi im Sommer 2014 zum CFC Genua. Er wurde nach einer halben Saison an die AC Florenz, Frosinone Calcio und den FC Crotone verliehen. Im Sommer 2017 kehrte er zurück.